# Anatol von Leykam
Anatol Freiherr von Leykam (* 1814 in Regensburg; † 9. November 1881 in Salzburg) war Adjutant von Josef Wenzel Radetzky von Radetz und danach österreichischer General.

## Laufbahn
Im Jahr 1834 trat er als Leutnant in das Husarenregiment 5 ein, wo er im Jahr 1838 zum Oberleutnant vorrückte. Als Rittmeister kam er 1842 zum Dragonerregiment 4 und 1848 wurde er als Major dem Chevauxlegersregiment 7 zugeteilt, wo er als Adjutant dem Feldmarschall Josef W. Radetzky zugeteilt wurde. In dieser Funktion nahm er am Italienfeldzug der Jahre 1848/49 teil und wurde per Jänner 1849 zum Ersten Flügeladjudanten Radetzkys ernannt. Nach seiner Beförderung zum Oberst im Jahr 1850 wurde er Zweiter Generaladjudant Radetzkys. Radetzky war damals Kommandant der II. Armee in Italien. Im August 1851 wurde Leykam zu seinem Regiment beordert, das nunmehrige Ulanenregiment 11, und im April 1852 mit dessen Kommando betraut. 1858 wurde er zum Generalmajor befördert und kommandierte eine Brigade beim 12. Armeekorps in Hermannstadt, bis er Ende September 1858 in den Ruhestand trat. Beim Feldzug von 1859 stand er aber noch einmal kurze Zeit als Besatzungsbrigadier in Kaschau in aktiver Dienstverwendung. Seinen Lebensabend verbrachte er auf einem großzügigen Anwesen in Konstanz am Bodensee, das nach seinem Tod zum heutigen Schloss Seeheim umgestaltet wurde.